# Ermitaño y Angelica dormida
Ermitaño y Angélica dormida (también: Angélica y el ermitaño, Angélica y el Ermitaño o El ermitaño y Angélica durmiente) es una pintura del maestro flamenco Pedro Pablo Rubens, pintada alrededor de 1626 - 1628, en óleo sobre tabla, con 43 x 65, 5 centímetros de altura. Representa una escena del Orlando Furioso de Ludovico Ariosto, donde un malvado ermitaño espía el sueño de la 'bella Angélica'. La pintura se encuentra ahora en el Kunsthistorisches Museum de Viena.

## Contexto
La historia de Angélica y el ermitaño está narrada en el canto 8 del poema épico Orlando furioso del poeta italiano Ludovico Ariosto, en el contexto de la guerra entre cristianos y sarracenos, en tiempos de Carlomagno. Angélica y Orlando (El caballero Roldán) se encuentran entre los personajes principales.
Angélica es una joven sarracena extremadamente hermosa de la que se enamoran todos los caballeros cristianos, incluido Orlando. Es encarcelada en la corte de Carlomagno pero escapa de las manos de los cristianos y luego se enamora del pastor Medoro. La pasión de Orlando por Angélica lo distrae de su importante tarea de defender el cristianismo, que también era la intención de Angélica. Sale en busca de ella y finalmente llega por casualidad al lugar donde Angélica y Medoro han grabado sus nombres y declaraciones de amor en los troncos de los árboles. El desafortunado caballero pierde la cabeza (se pone "furioso") y vaga de un país a otro en busca de Angélica. Huyendo de Orlando, un viejo ermitaño con poderes mágicos lleva a Angélica a una isla desierta dejando que un demonio tome el control de su caballo. La esconde en una cueva y la pone en un sueño profundo, después de lo cual le quita la ropa y la contempla. Sin embargo, cuando quiere besar su cuerpo, deja que el remordimiento moral lo detenga.
El Orlando Furioso era muy popular en la época de Rubens y las aventuras de Angélica inspiraron a numerosos artistas, especialmente entre 1550 y 1800. La historia de Angélica y el ermitaño ya fue utilizada por Tintoretto en el siglo XVI como tema de una pintura, que fue estudiada por Rubens en Venecia entre 1600 y 1602.

## Imagen
En el apogeo de su fama, Rubens recibió tantos encargos que nunca podría llevarlos a cabo por su cuenta. Por lo tanto, había establecido un enorme estudio en Amberes, ahora la Rubenshuis, donde numerosos pintores jóvenes talentosos lo ayudaron a producir y copiar sus lienzos a gran escala. Sin embargo, entre encargo y encargo, Rubens también pintó ocasionalmente obras más pequeñas por puro placer, de las cuales el panel Ermitaño y Angélica durmiente es un ejemplo sorprendente.

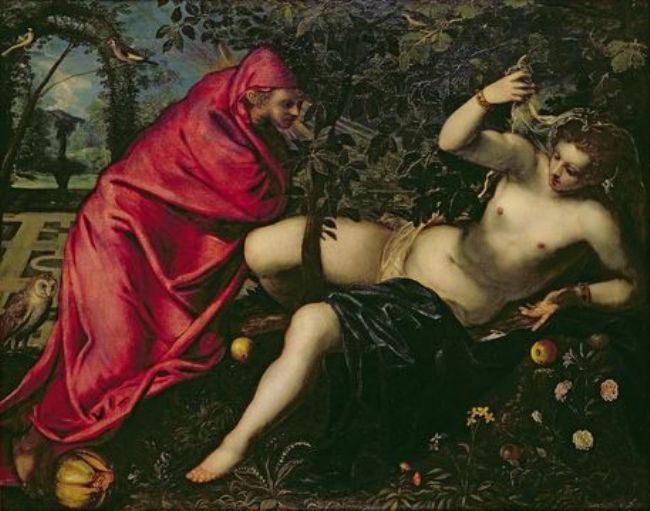
Angélica y el ermitaño de Tintoretto.

La representación de Angélica es típica del estilo de Rubens y la forma en que retrató a las mujeres: no le interesa un ideal estético de moda o un realismo pretencioso, expresa principalmente su propia vitalidad y deseos. La presencia excesiva del desnudo y el brillo nacarado de la carne regordeta y suave casi se sienten incómodos, como si el espectador se sintiera atrapado en su voyeurismo.
Como suele suceder en su obra, la composición se basa en una espiral diagonal e ingeniosamente giratoria de la figura femenina. Aunque Angélica está dormida, su expresión facial sigue siendo extremadamente expresiva, casi exultante, lo que plantea la pregunta de qué está soñando. El rictus del ermitaño, que se acerca a ella con cautela y suavemente le quita el velo, muestra su lucha interna con lo reprobable de sus bajas intenciones. Esta malicia está simbolizada por la figura del demonio en la parte posterior derecha, que parece instarlo a seguir adelante y desafiar sus reservas morales.
La pintura se ve a menudo como una imagen típica de Rubens en la que la mujer es retratada más o menos como un objeto pasivo de la lujuria masculina. En este trabajo, sin embargo, esa intención es muy explícita. Particularmente en la adición del demonio, se puede buscar una analogía con la propia lucha interna de Rubens con respecto a este tipo de representación. También puede contener un mensaje moral para el espectador.